# سیاه‌خروس تیره
سیاه‌خروس تیره (نام علمی: Dendragapus obscurus) یک گونه از باقرقره‌های جنگلی بومی کوه‌های راکی در آمریکای شمالی است. ارتباط نزدیکی با سیاه‌خروس دودی (Dendragapus fuliginosus) دارد، و این دو قبلاً یک گونه واحد به نام خروس آبی‌رنگ در نظر گرفته می‌شدند.